# Comuna de Bytoń
Bytoń (polaco: Gmina Bytoń) é uma gminy (comuna) na Polónia, na voivodia de Cujávia-Pomerânia e no condado de Radziejowski. A sede do condado é a cidade de Bytoń.
De acordo com os censos de 2004, a comuna tem 3823 habitantes, com uma densidade 52,1 hab/km².

## Área
Estende-se por uma área de 73,35 km², incluindo:
- área agricola: 80%
- área florestal: 6%

## Demografia
Dados de 30 de Junho 2004:
|                      | Total   | Total | Mulheres | Mulheres | Homens  | Homens |
| -------------------- | ------- | ----- | -------- | -------- | ------- | ------ |
|                      | pessoas | %     | pessoas  | %        | pessoas | %      |
| População            | 3823    | 100   | 1900     | 49,7     | 1923    | 50,3   |
| Densidade (pop./km²) | 52,1    | 100   | 25,9     | 25,9     | 26,2    | 26,2   |

De acordo com dados de 2002, o rendimento médio per capita ascendia a 1276,81 zł.

## Subdivisões
- Borowo, Budzisław, Bytoń, Czarnocice, Dąbrówka, Litychowo, Ludwikowo, Morzyce, Nasiłowo, Niegibalice, Nowy Dwór, Pścinek, Pścinno, Stróżewo, Świesz, Wandynowo, Witowo.

## Comunas vizinhas
- Osięciny, Piotrków Kujawski, Radziejów, Topólka